# Maison de Croÿ
Pour les articles homonymes, voir Croy (homonymie).
La maison de Croÿ ou de Croy (prononcez « croui » [krwi]) est une ancienne famille de la noblesse européenne, originaire de Picardie.
Elle connut une ascension rapide au XVe siècle en se mettant d'abord au service des ducs de Bourgogne, puis, après la mort de Charles le Téméraire, au service de leurs descendants Habsbourg dans leurs territoires des Pays-Bas.

## Histoire

### Ascension
On trouve les premières traces de la maison de Croÿ au XIIe siècle, en Picardie. Elle tire son nom du village de Crouy-Saint-Pierre (Somme), ce qui explique que le nom Croÿ se prononce toujours en français « croui » [krwi], avec un « i voyelle » (et non pas « croye », avec un « i semi-consonne »). Ce sont alors des seigneurs locaux sans fortune ni influence.
Jacques II de Croÿ prit part à la bataille de Crécy, le 26 août 1346.

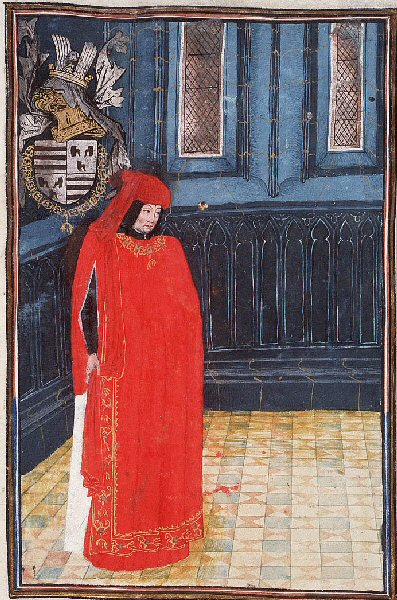
Antoine Ier de Croÿ, le grand (1390-1475).

C'est Antoine Ier, dit « le Grand », qui, sous le règne de Philippe le Bon, favorise l'ascension de la famille. Ayant obtenu l'oreille du prince, il devient dans la dernière décennie du règne son plus proche conseiller. Les Croÿ sont alors le parti le plus important de la cour. Ils reçoivent gouvernements, titres et largesses, et ces faveurs leur attirent la haine de la noblesse burgondo-flamande qui accuse Antoine, petit seigneur français, d'accaparer à son seul profit l'attention d'un prince vieillissant. Antoine entre alors en conflit avec le comte de Charolais, futur Charles le Téméraire. L'héritier, déjà en âge de régner, n'apprécie guère ce clan « parasitaire » qui capte le pouvoir alors que lui-même est exclu du gouvernement par son père. Lors de son « coup d'État », Charles accuse les Croÿ de travailler pour la France et, avec leurs alliés Rubempré, il les raye du titre de chevalier de la Toison d'or. Ils sont bannis. Beaucoup trouvent refuge à la cour de France, dont le roi n'est que trop content de pouvoir nuire ainsi à son encombrant cousin.
Après la mort du Téméraire, les Croÿ reviennent d'autant plus vite en faveur qu'ils se posent en défenseurs des droits de la princesse Marie de Bourgogne face au roi de France. Les premiers Habsbourg, Maximilien, Philippe le Beau et Charles Quint, continuent à s'appuyer sur cette famille aux clientèles influentes et à la récompenser de leurs largesses. Les Croÿ parviennent à l'apogée de leur puissance au début du XVIe siècle, quand Guillaume de Croÿ, seigneur de Chièvres, est fait précepteur de Charles de Bourgogne, futur Charles Quint, à Malines et Bruxelles. Le théologien et philosophe Érasme, qui réside près de Bruxelles à Anderlecht, écrit à cette occasion son traité de L'Éducation d'un prince. Mais après la mort de Guillaume, la puissance acquise sous Charles Quint ne se maintient plus que localement, très contestée qu'elle est lorsque Philippe III de Croÿ, 3e duc d'Aerschot, demeuré farouchement catholique, doit s'exiler à Venise après avoir abdiqué son titre de gouverneur général des Pays-Bas pendant la guerre de Quatre-Vingts Ans.

### Illustrations
Les Croÿ doivent leur fortune à leur position de conseillers et serviteurs des princes : avant le XVe siècle et l'ascension fulgurante d'Antoine le Grand, ce n'est qu'une famille de noblesse locale.

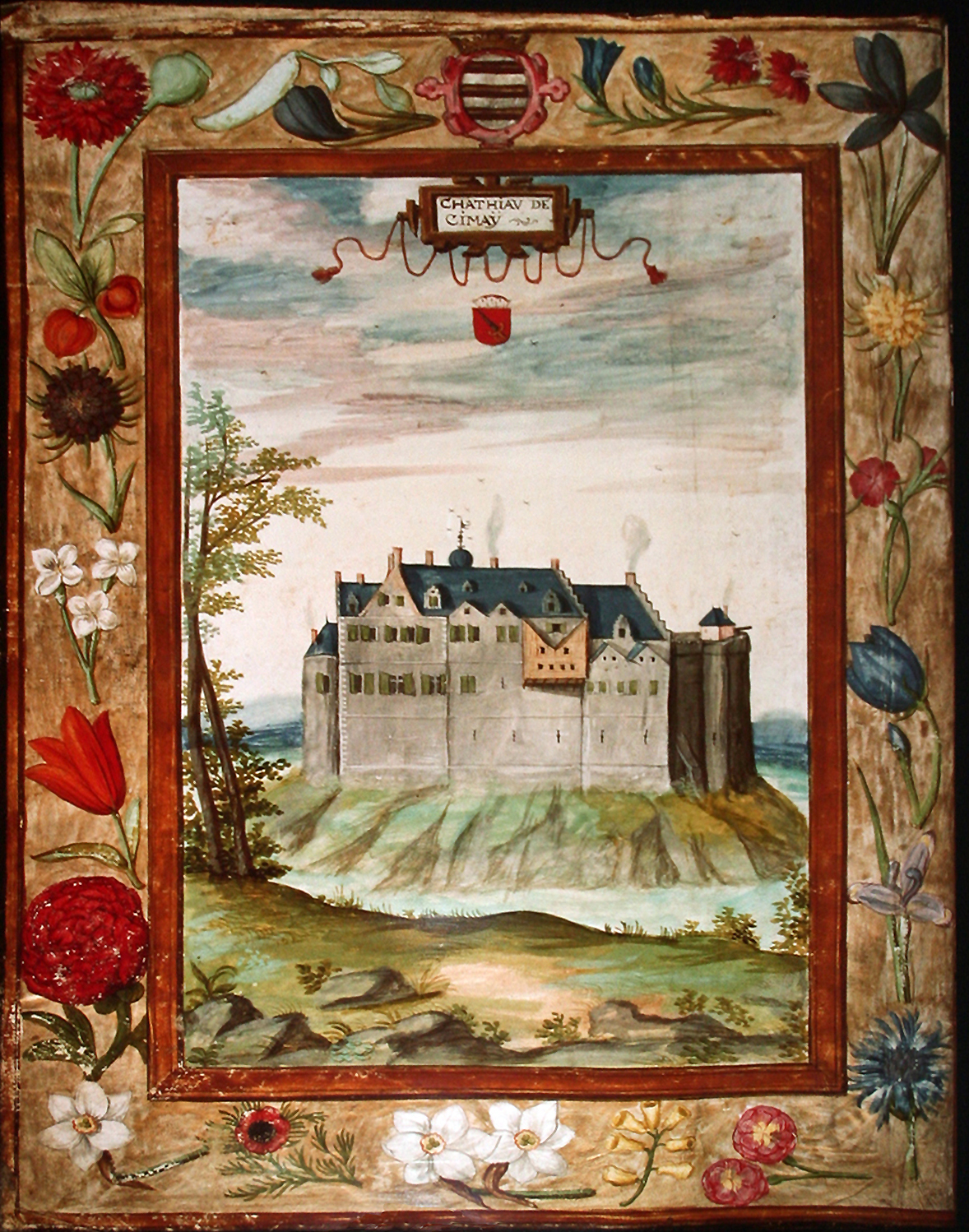
Le château des princes de Croÿ à Chimay.

La seigneurie de Croÿ, pour être la plus ancienne, ne fut pas la plus importante possession de la famille avant le XVIIe siècle. Ce sont surtout les terres de Chimay — élevée en comté, puis en principauté dans la deuxième moitié du XVe siècle — de Beaumont et d'Aarschot — cette dernière élevée en duché par Charles Quint en 1534 — qui concentrèrent la fortune des Croÿ et distinguèrent les deux principales branches issues d'Antoine. Ces dernières furent réunies en 1525 par la mort de la dernière princesse de Chimay, Anne fille de Charles Ier de Croÿ, qui avait épousé son cousin éloigné le duc d'Aerschot, accroissant notablement la fortune de la famille. Le titre de prince de Chimay devint celui des aînés du vivant de leur père.
Avec les guerres entre la France et l'Empire, les Croÿ furent un enjeu de taille. Pour tenter de les attirer, Henri IV proposa en 1598 à Charles de Croÿ d'ériger en duché sa terre de Croÿ, sise en France. Il s'agissait de faire aussi des Croÿ des Grands dans le royaume de France, et ainsi de les détacher de l'Espagne. Ce droit ne fut confirmé qu'en 1768 par Louis XV.
La maison de Croÿ a donné naissance à deux cardinaux, l'un en 1517, archevêque de Tolède, primat d'Espagne et chancelier de Castille, l'autre grand aumônier de France et archevêque de Rouen ; deux évêques et ducs de Cambrai, princes du Saint-Empire ; cinq évêques de Thérouanne, de Tournai, de Camin, d'Arras et d'Ypres ; un grand-bouteiller, un grand-maître et un maréchal de France ; six chevaliers de l'ordre du Saint-Esprit ; un tuteur, parrain et premier ministre de la personne de l'empereur Charles Quint, grand-chambellan, grand-amiral et premier ministre de ce monarque et bien sûr régent de l'empire à la mort des parents de Charles V ; un grand chambellan et premier ministre de Philippe le Bon, duc de Bourgogne ; un grand-maître et plusieurs maréchaux de l'Empire ; un grand-écuyer du roi d'Espagne, un dignitaire de la même charge près d'Emmanuel-Philibert, duc de Savoie, en 1555 ; un gouverneur-général des Pays-Bas en 1573 ; treize généraux des armées bourguignonne, impériale et espagnole et sept généraux au service de la France ; un généralissime des armées du tsar Pierre le Grand, quatre chefs du Conseil des finances aux Pays-Bas et un surintendant des finances de Philippe III, roi d'Espagne ; enfin, un grand nombre d'ambassadeurs et de ministres plénipotentiaires aux diètes de l'Empire, en France, en Espagne, en Italie et en Angleterre.
À ce brillant palmarès fait par le chevalier de Courcelles, ajoutons que cette maison a donné naissance également à des députés, des sénateurs et pairs de France.
Le gouvernement du duché de Brabant et des comtés de Flandre et de Hainaut a été, pour ainsi dire, héréditaire dans cette maison. Deux de ses branches sont depuis plus de deux siècles en possession de la grandesse d'Espagne, et elle compte en 1979 trente-deux chevaliers de l'ordre de la Toison d'Or.

### Légende

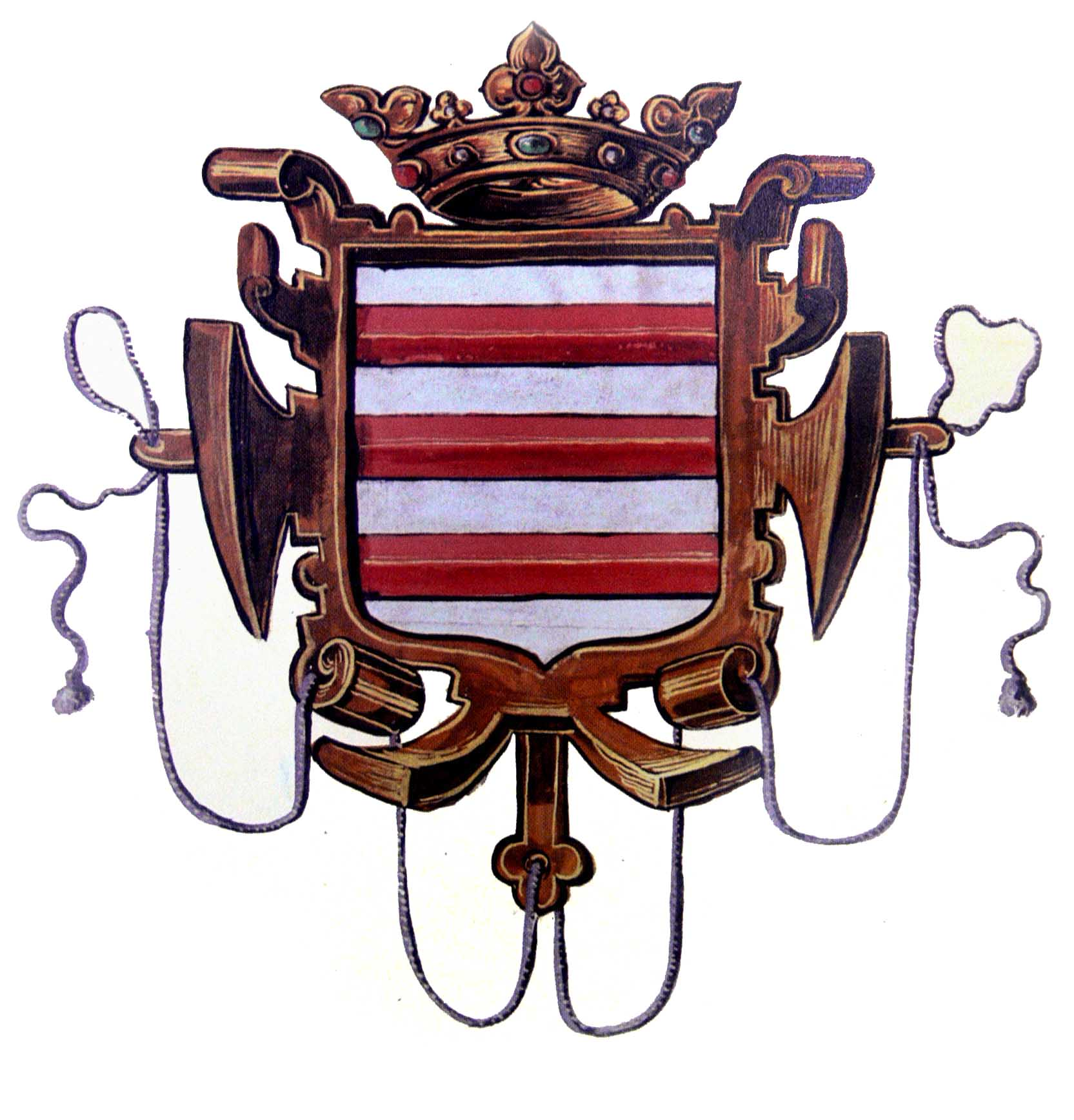
Armes primitives de la maison de Croÿ dans les Albums de Croÿ.

Au début de son histoire, la maison de Croÿ a souffert d'une mauvaise réputation due à la vitesse et au caractère récent de son ascension. Elle ne correspondait pas à l'idéal d'une noblesse issue de la chevalerie immémoriale, et les vieilles familles flamandes la taxaient facilement d'arrivisme. En un mot, la maison n'avait pas la légitimité de la durée. Il fallait pour la maison de Croÿ se construire la légende familiale qui manquait à son nom. Au début du XVIIe siècle, on fit donc dresser une de ces généalogies légendaires dont l'époque raffolait. Jacques de Bye, l'historiographe retenu pour cette tâche, ne se contenta pas d'inventer une foule d'ancêtres prestigieux à la famille picarde : il remonta sans discontinuer ni hésiter à Adam lui-même.
Le duc Charles prétendit ainsi descendre des rois de Hongrie de la dynastie des Árpád, que la légende fait remonter à Attila. La filiation se basait sur la similitude héraldique (un appareil de bandes horizontales rouges et blanches), se rattachant par Marc de Hongrie, chassé par son frère et dépossédé de son royaume, qui se serait réfugié en France, en 1147, où il aurait épousé Catherine de Croÿ.
Cela donna lieu à la fameuse anecdote du tableau des Croÿ, sans doute apocryphe : dans son château, le duc de Croÿ aurait fait peindre une représentation du Déluge où un personnage nageant à côté de l'arche aurait été figuré tendant un parchemin à Noé en déclarant : « Sauvez les titres de la maison de Croÿ ! »

### Branches
- Lignée des seigneurs de Croÿ, puis ducs d'Aerschot et ducs de Croÿ, éteints en 1612 par les hommes, en 1635 par les femmes
  - branche des marquis de Renty, éteints en 1608 par les femmes
  - branche des marquis d'Havré, puis ducs de Croÿ, éteints en 1684 par les hommes, en 1694 par les femmes
  - branche des princes de Château-Porcien, éteints en 1567 par les hommes
  - branche des seigneurs, puis comtes du Rœulx, éteints en 1585 par les hommes, en 1601 par les femmes
    - sous-branche des seigneurs de Crésècques, puis comtes du Rœulx, puis ducs de Croÿ, éteints en 1767 par les hommes, en 1792 par les femmes
      - rameau des marquis de Warneck, éteints en 1734 par les femmes
      - rameau des princes de Croÿ-Millendonck, éteints en 1702 en la personne de Charles Eugène de Croÿ, généralissime des armées russes, mort en Livonie prisonnier de Charles XII de Suède
      - rameau des comtes de Meghen, éteints en 1674 par les hommes, en 1692 par les femmes

  - branche des comtes, puis princes de Chimay, éteints en 1527 par les hommes, en 1540 par les femmes
    - sous-branche des seigneurs de Sempy, puis comtes et princes de Solre, ducs de Croÿ et de Dülmen, existante
      - rameau des barons, puis marquis de Molembais, éteints en 1736 par les hommes, en 1794 par les femmes
      - rameau des marquis de Renty , éteints en 1665 par les hommes, en 1683 par les femmes
      - rameau des ducs d'Havré, éteints en 1839 par les hommes, en 1846 par les femmes

Terres : Aerschot, Château-Porcien, Chimay, Cresecques (Crecques), Dülmen, Havré, Meghen, Millendonck/Mylendonk, Molembais, Renty, (Le) Rœulx, Seneghem, Solre, Warneck/La Motte Warnecque...

## Personnalités

### Bourgogne
- Antoine Ier de Croÿ (1390-1475), chambellan de Philippe III de Bourgogne
- Agnès de Croÿ

### Croÿ-Aerschot
- Philippe Ier de Croÿ (1435 - 1511)
- Antoine de Croÿ, évêque de Thérouanne, † le 21 septembre 1495 à Chypre où il fut inhumé, fils du précédent.
- Guillaume II de Croÿ (1458-1521), frère du précédent.
- Guillaume III de Croÿ (1498-1521), cardinal, neveu du précédent.
- Philippe II de Croÿ (1496-1549), duc d'Aerschot, frère du précédent.
- Charles II de Croÿ (1522-1551), 2e duc d'Aarschot, fils du précédent.
- Philippe III de Croÿ (1526-1595), 3e duc d'Aarschot, frère du précédent.
- Charles III de Croÿ (1560-1612), 4e duc d'Aarschot, fils du précédent.

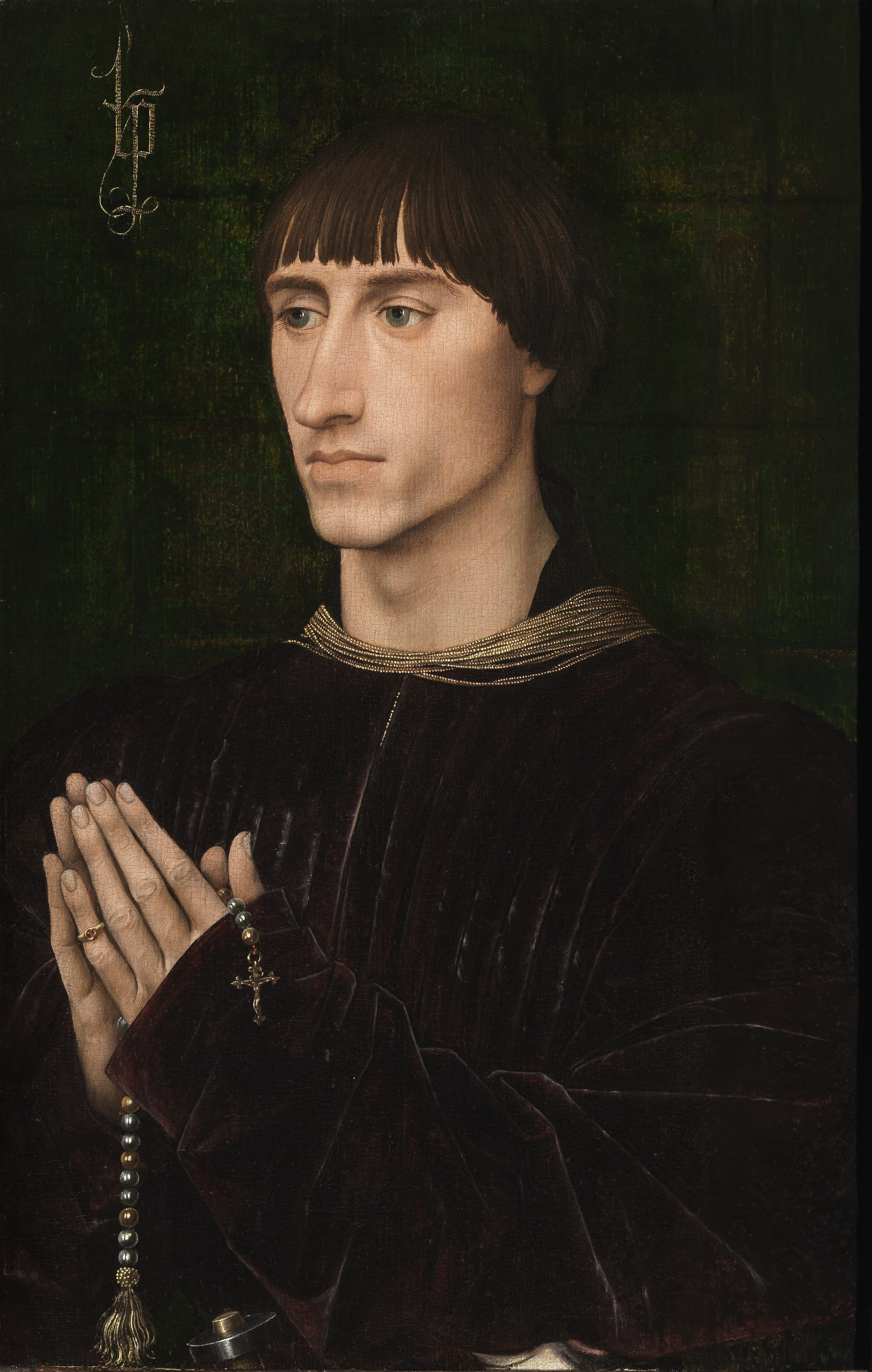
Philippe Ier de Croÿ (1435-1511)
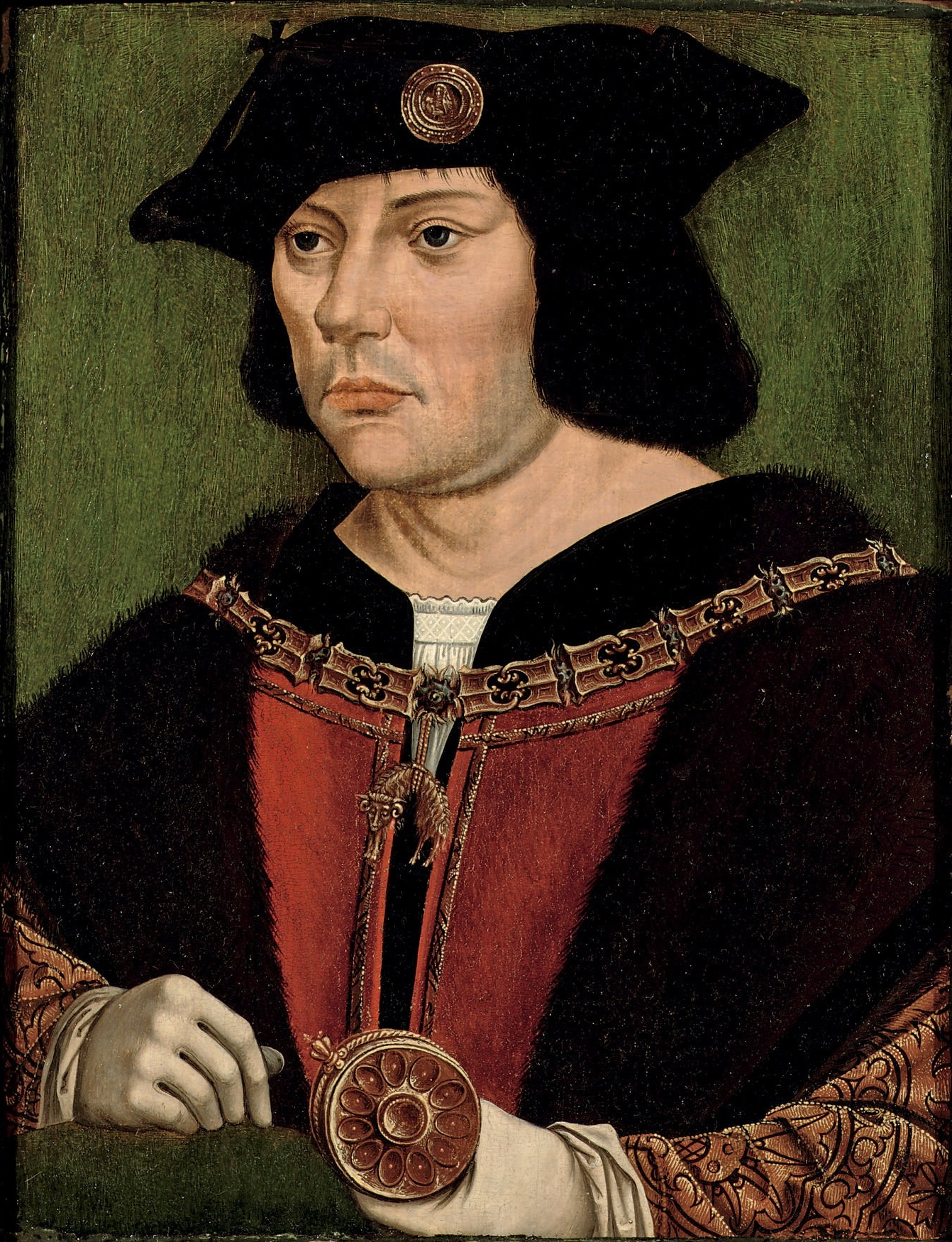
Guillaume II de Croÿ (1458-1521)
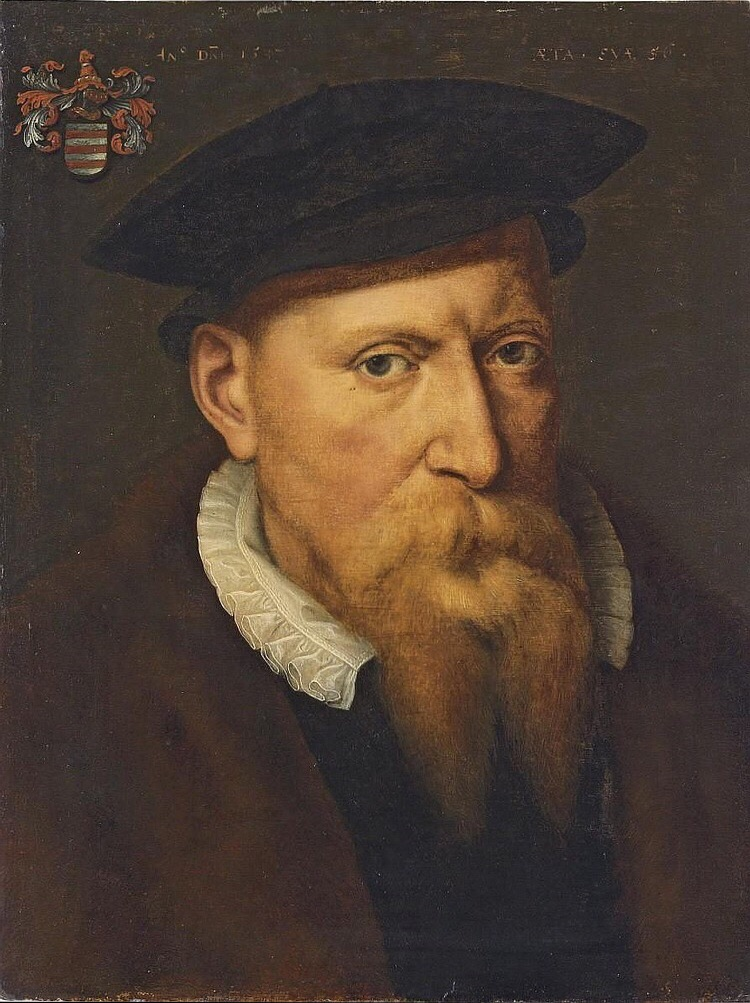
Robert de Croÿ (c. 1500-1556), archévêque de Cambrai
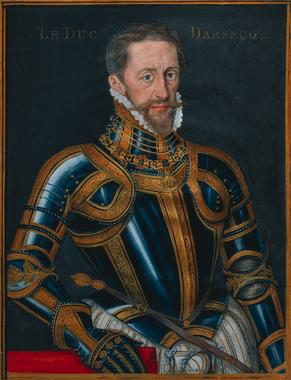
Philippe III de Croÿ (1526-1595), duc d'Aarschot

### Croÿ-Havré

#### Première ligne
- Charles Philippe de Croÿ (1549-1613) épouse Diane de Dommartin, marquise d'Havré, baronne de Dommartin, dame de Fontenoy-le-Château, de Bayon, d'Hardemont et d'Oginvillier (30 septembre 1552-162?), marquis d'Havré, 3e fils de Philippe II de Croÿ (1496-1549), duc d'Aerschot
- Charles Alexandre de Croÿ (1581-1624), duc de Croÿ, marquis d'Havré, fils des précédents
- Ernest Bogislaw de Croÿ (1620-1684), duc de Croÿ, évêque protestant de Cammin, neveu du précédent

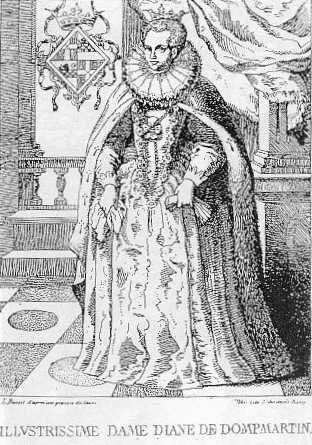
Diane de Dommartin, épouse de Charles Philippe de Croÿ.
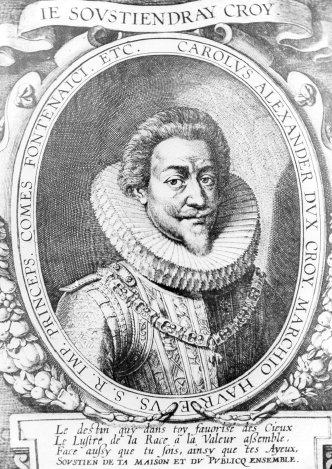
Charles-Alexandre de Croÿ (1581-1624), 1er duc de Croÿ, Prince de Croÿ et du Saint-Empire, marquis d'Havré, grand d'Espagne, maréchal héréditaire du Saint-Empire
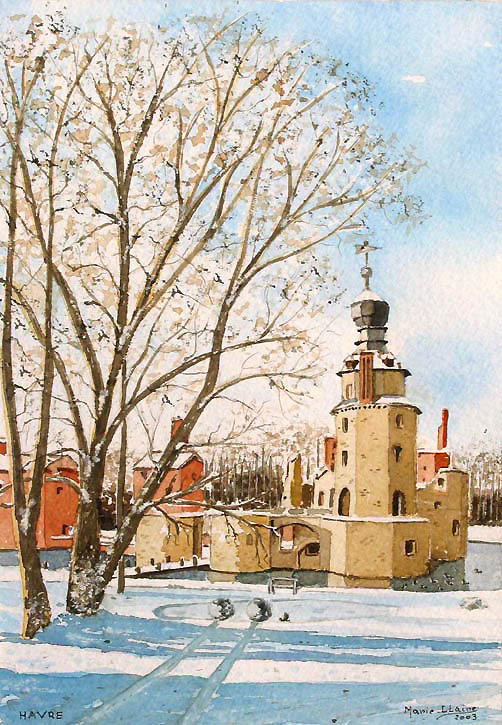
Château des Croÿ, Havré
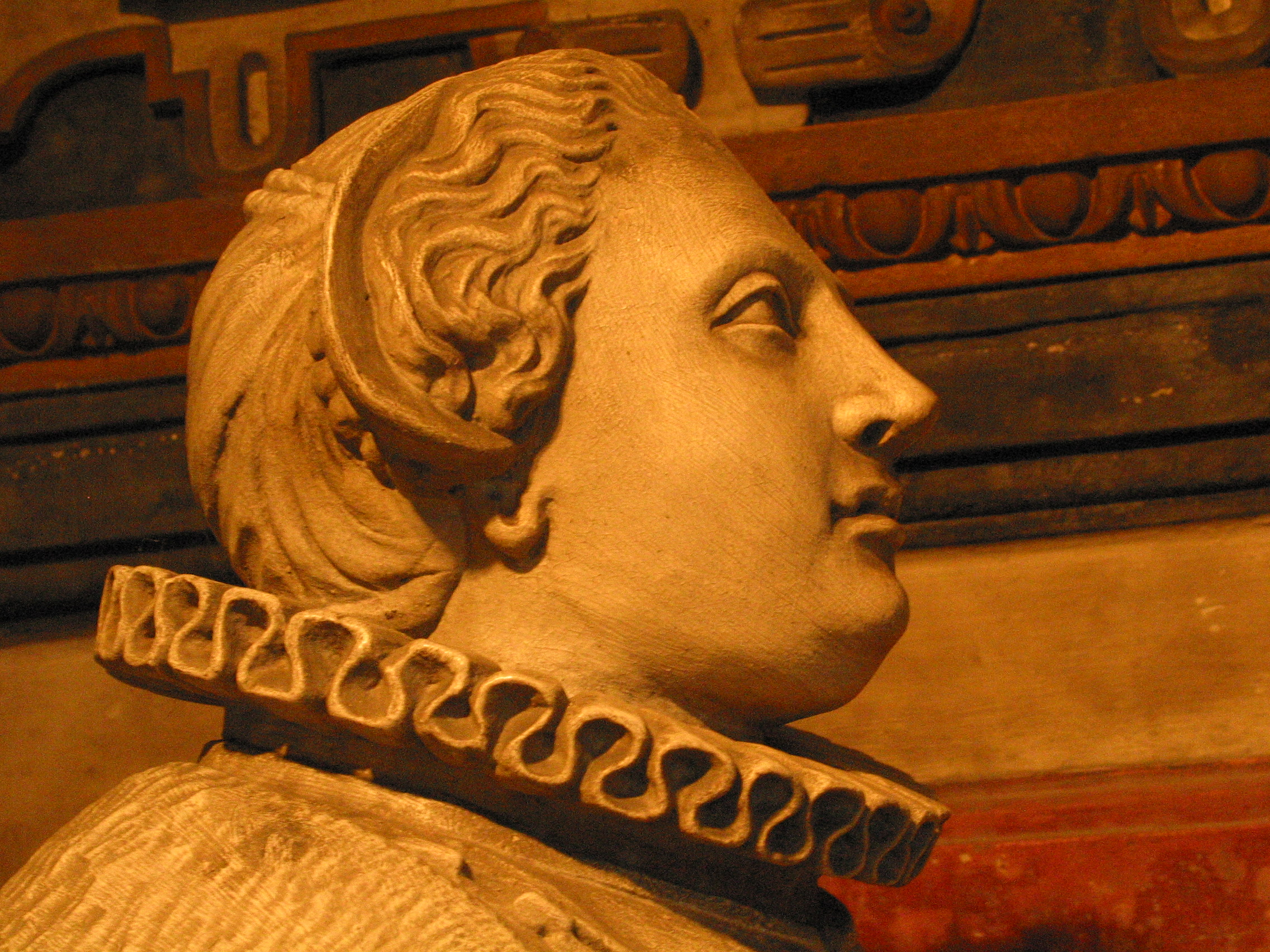
Marguerite de Croÿ, mausolée de Maximilien Ier de Hennin-Liétard, Charlotte de Werchin, Pierre II de Hennin-Liétard et Marguerite de Croÿ - Chapelle funéraire des seigneurs de Boussu à Boussu (Belgique)
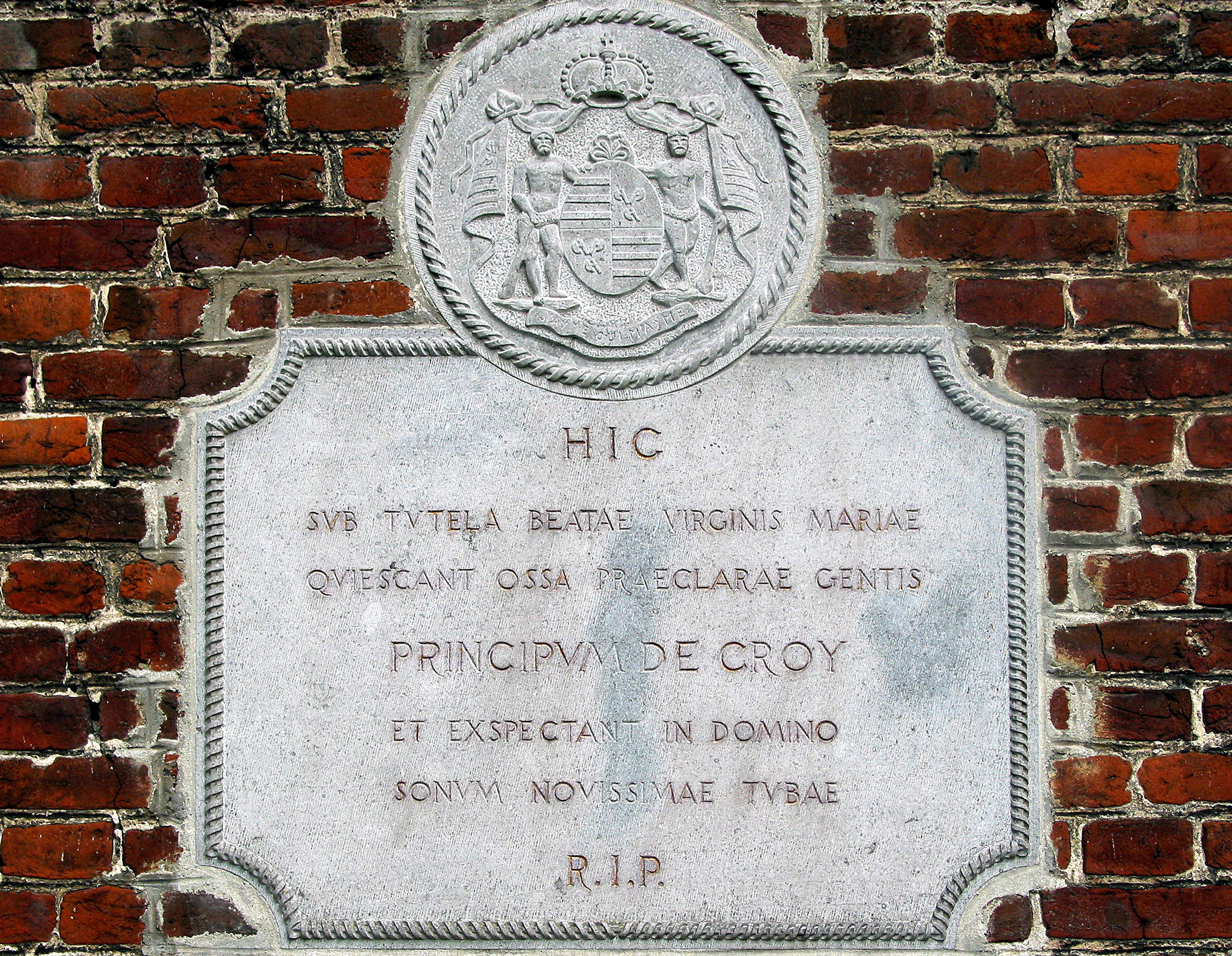
Armoiries de la famille de Croÿ ornant le mur occidental du porche de la chapelle de N-D de Bon Vouloir à Havré (Belgique)

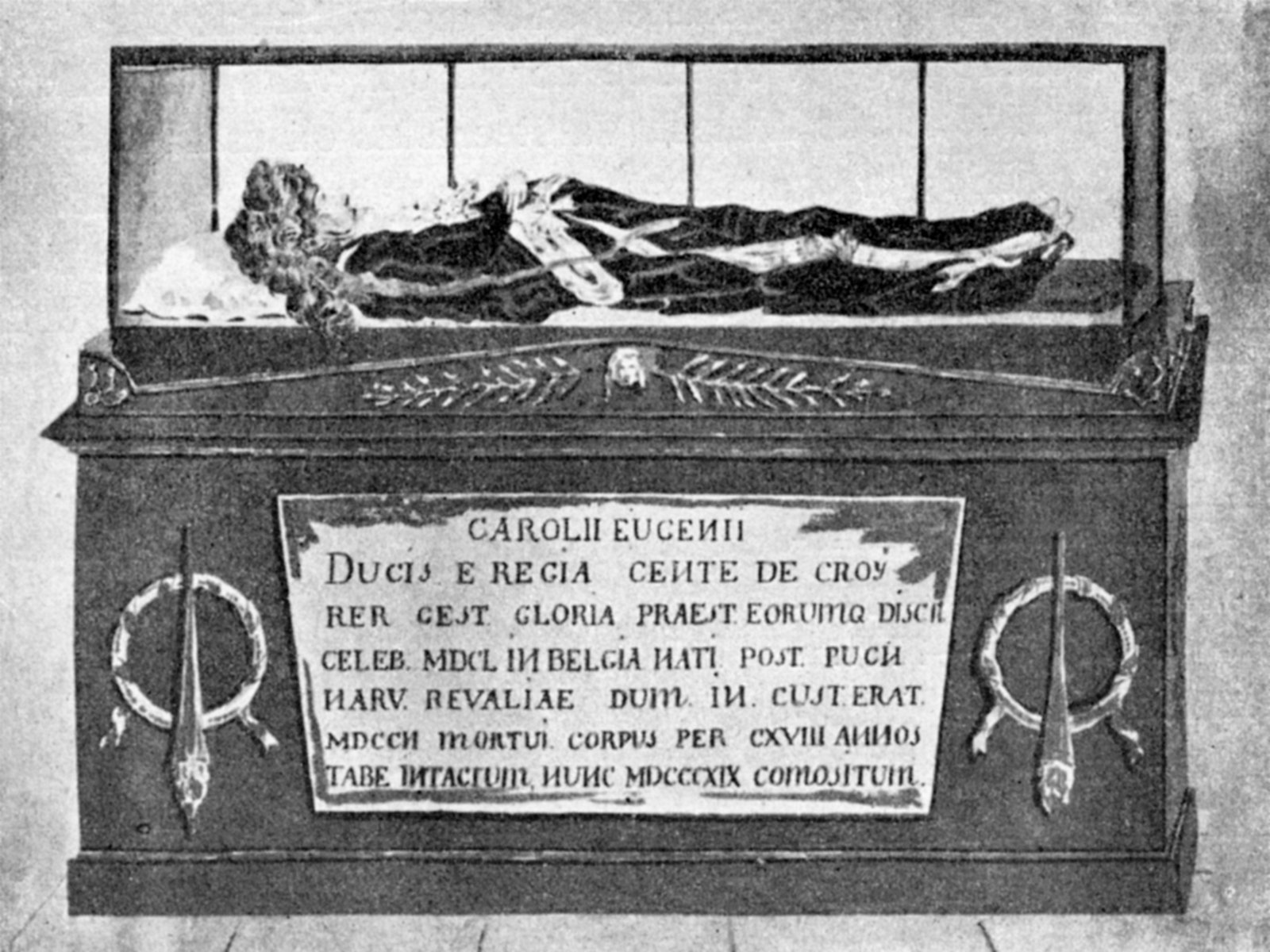
Dessin de la chasse et du corps momifié de Charles Eugène de Croÿ (Église Saint-Nicolas de Tallinn)

#### Deuxième ligne
- Charles Philippe Alexandre de Croÿ (+1640), 1er duc d'Havré (le 12.8.1627 à Madrid par Felipe IV roi d'Espagne, en sa faveur et celle de sa femme ; dans les lettres élevant Charles Philippe de Croÿ, marquis d'Havré au titre de duc, ses titres cités sont : marquis d'Havré, marquis de Renty, vicomte de Bourbourg et de Gravelines ; son épouse Marie Claire de Croÿ, marquise d'Havré est la fille unique de Charles Alexandre de Croÿ, marquis d'Havré, comte de Fontenoy, lequel avait reçu en 1624 le titre de duc d'Havré en récompense de ses services, mais les lettres patentes ne purent être délivrées en raison de sa mort arrivée peu après. Ce duché devait être tenu en fief et relever de la Cour de Mons[5]).
- Marie Claire de Croÿ (1600/1605-1664), 2e duc d'Havré, épouse du précédent
- Philippe Francois de Croÿ (+1650), 3e duc d'Havré en 1643 jure uxoris Marie Claire de Croÿ qui l'épousait, veuf de Marie Madeleine de Bailleul, en cette année après la mort de son premier époux, le 1er duc d'Havré
- Ferdinand Joseph Francois de Croÿ (1644-1694), 4e duc d'Havré en 1664, fils des précédents
- Charles-Antoine de Croÿ (1683-1710), duc de Croÿ et 5e duc d'Havré, fils du précédent
- Jean Baptiste Francois Joseph de Croÿ (1686-1725), frère du précédernt, 6e duc d'Havré
- Louis-Ferdinand de Croÿ (1713 - tué le 17 août 1761 à la bataille de Villinghausen), 6e duc de Croÿ et 7e duc d'Havré, lieutenant général des armées du roi, fils du précédent
- Jean-Just Ferdinand Joseph de Croÿ (1716-1790), comte de Priego, frère du précédent
- Joseph-Anne-Maximilien de Croÿ d'Havré (1744-1839), fils de Louis Ferdinand, 8e et dernier duc d'Havré et seigneur de Tourcoing (1761-1789), chevalier de la Toison d'Or, colonel du régiment d'infanterie de Flandre française, maréchal de camp (1784), député aux États Généraux de 1789, pair de France (1814), lieutenant général des armées et capitaine des gardes-du-corps (1814)
- Louise-Élisabeth de Croÿ-Havré (1749-1832), duchesse de Tourzel, sœur du précédent.

### Croÿ-Rœulx

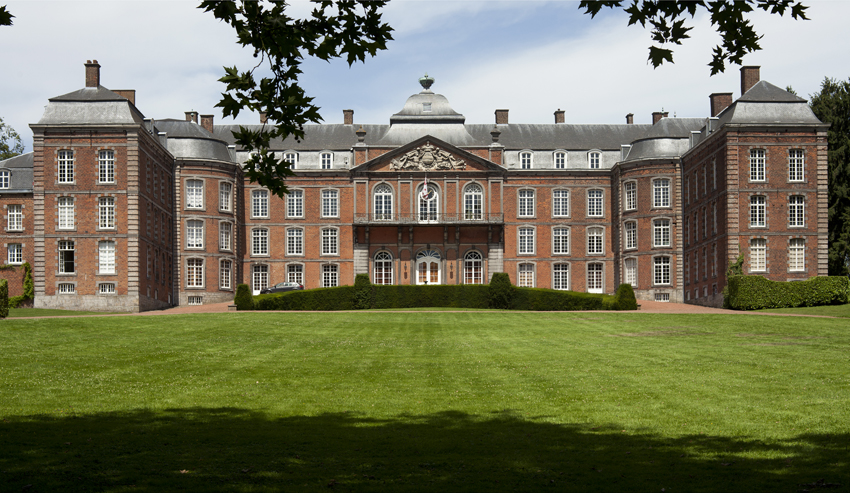
Le Château des Princes de Croÿ au Rœulx, Belgique

- Adrien de Croÿ-Le Rœulx (vers 1475-1553)
- Jean de Croÿ (? - 1581)
- Eustache de Croÿ (vers 1500 - 1538)
- Charles Eugène de Croÿ (1651-1702)

Les princes de Croÿ-Rœulx, avec reconnaissance du titre de prince du St-Empire (Belgique, le 27.10.1947), sont actuellement représentés par :
- Olivier de Croÿ-Rœulx, né en 1948
- Hadrien de Croÿ-Rœulx, né en 1983

### Autres membres
- Jean II de Croÿ (1395-1473)
- Charles Ier de Croÿ-Chimay (1455-1527)
- Jacques III de Croÿ-Sempy (ru) (1508-1587)
- Jean de Croÿ, comte de Solre (1588-1640)
- Anne-Emmanuel de Croÿ, prince de Solre, intendant militaire et député (1743-1803)
- Gustave-Maximilien-Juste de Croÿ-Solre, cardinal (1763-1844)
- Emmanuel-Marie-Maximilien de Croÿ-Solre (1768-1848), militaire et homme politique
- Auguste-Étienne de Croÿ, diplomate (1872-1932)
- François-Georges de Croÿ (1920-2007), dernier chef de la branche française.

Les princes de Croÿ-Solre (2e majorat et confirmation en Belgique le 02.01.1933 avec prédicat d'Altesse Sérénissime) sont représentés par le 6e prince Emmanuel, né en 1957.
Les princes de Croÿ-Collalto, par héritage des princes de Collalto et San Salvatore (27.07.1994), sont représentés par le prince Emmanuel, né en 1990.

## Les ducs et princes de Croÿ

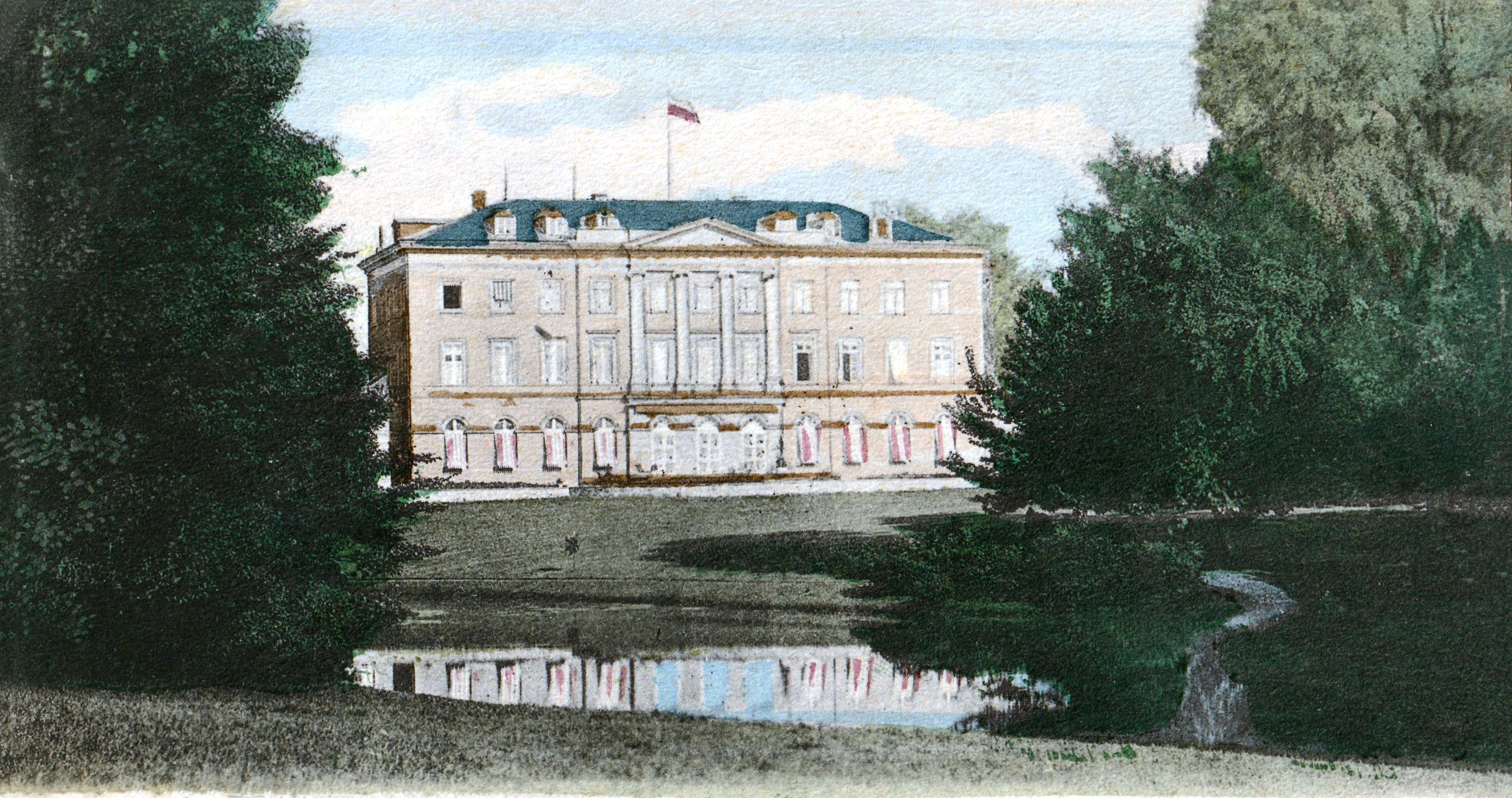
Le château de Dülmen, en Westphalie (avant 1908, détruit en 1945)

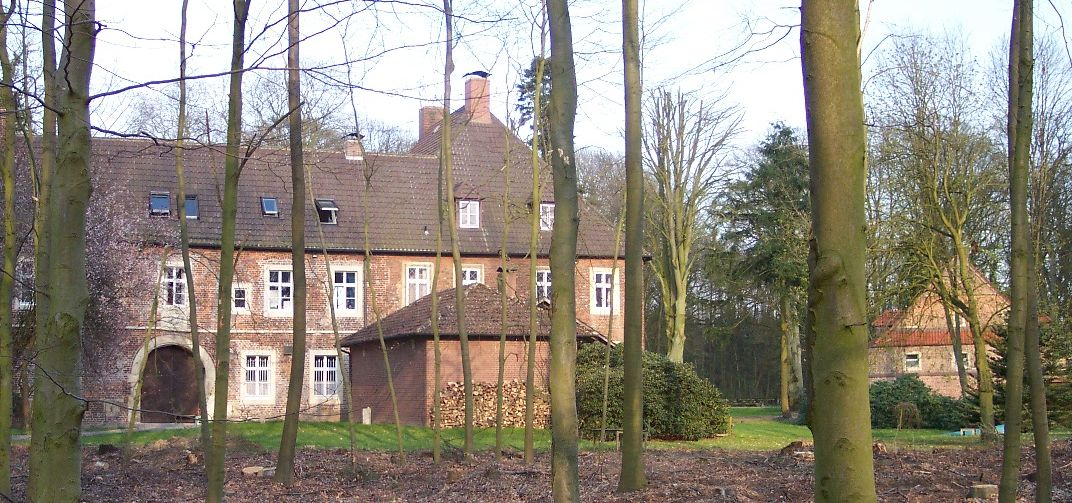
Le château de Merfeld, résidence de l'actuel duc de Croÿ (depuis 1945)

Par le traité de Lunéville en 1801, les propriétés des Croÿ dans les Pays-Bas, surtout le comté de Horn, sont perdus par la famille. Par le recès d'Empire de 1803, Auguste Louis Philippe Emmanuel de Croÿ, 9e duc de Croÿ, obtient le comté souverain de Dülmen, puis élevé en duché, en Westphalie comme compensation, devenant prince régnant du Saint-Empire. Par le congrès de Vienne en 1815, ce duché est attribué au royaume de Prusse. Depuis la destruction du château de Dülmen en 1945, les ducs résident au château de Merfeld près de Dülmen.
Le 10e duc Alfred de Croÿ-Dülmen et ses deux frères cadets Ferdinand et Philippe ont fondé les trois branches existantes de la famille. La progéniture d'Alfred s'est installée en Westphalie, en Bohême et en France. La progéniture de Ferdinand s'est divisée entre les branches du Rœulx et de Rumillies, en Belgique. La progéniture de Philippe (1801–1871) est allée en Autriche.

### Liste des ducs de Croÿ
- Charles Alexandre de Croÿ (1581-1624), 1er duc de Croÿ, grand-père maternel du 3e duc
- Ernest Bogislaw de Croÿ (1620-1684), 2e duc de Croÿ, son neveu.
- Ferdinand François Joseph de Croÿ (1644-1694), 3e duc de Croÿ et duc d'Havré
- Charles-Antoine de Croÿ (1683-1710), 4e duc de Croÿ et duc d'Havré, son fils
- Jean-Baptiste-François-Joseph de Croÿ (en) (1686-1727), 5e duc de Croÿ et duc d'Havré, son frère
- Louis Ferdinand de Croÿ d'Havré (1713-1761), 6e duc de Croy et duc d'Havré
- Emmanuel de Croÿ-Solre (1718-1784), 7e duc de Croÿ
- Anne Emmanuel de Croÿ (1743-1803), 8e duc de Croÿ, son fils
- Auguste Louis Philippe Emmanuel de Croÿ, connu comme Le Bel Auguste (1765-1822), 9e duc de Croÿ, son fils, dès 1803 duc souverain de Dülmen, Standesherr après le Congrès de Vienne en 1815
- Alfred de Croÿ-Dülmen (1789-1861), 10e duc, son fils, qui a sauvé le cheval de Dülmen, un mélange entre chevaux sauvages et féraux.
- Rodolphe-Maximilien-Louis-Constantin de Croÿ-Dülmen (1823-1902), 11e duc de Croÿ, son fils
- Karl Alfred Ludwig Rudolf de Croÿ-Dülmen (1859-1906), 12e duc de Croÿ, son fils
- Karl Rudolf de Croÿ-Dülmen (1889-1974), 13e duc de Croÿ, son fils
- Carl Emmanuel von Croÿ-Dülmen (1914-2011), 14e duc de Croÿ, son fils ; il épouse en 1953 Gabriele de Bavière, fille du prince héritier Rupprecht de Bavière
- Rudolf von Croÿ-Dülmen, né en 1955, 15e duc de Croÿ, son fils

## Armorial
| Figure | Blasonnement |
| ------ | --- |
|        | Croÿ, armes primitives : D'argent, à trois fasces de gueules . La maison de Croÿ porte pour cimier une tête de lévrier de sable dans un vol banneret d'argent. |
|        | Croÿ-Renty, à partir d'Antoine Ier le Grand, auteur des branches de Croÿ-Aerschot et Croÿ-Le Rœulx : Écartelé: aux 1 et 4, d'argent, à trois fasces de gueules (de Croÿ) ; aux 2 et 3, d'argent, à trois doloires de gueules, les deux du chef adossées (Renty) . Ces armes peuvent être surbrisées pour les branches cadettes. |
|        | Croÿ-Chimay, comtes puis princes de Chimay, auteurs des seigneurs de Sempy Écartelé: aux 1 et 4, d'argent, à trois fasces de gueules (de Croÿ) ; aux 2 et 3, d'argent, à trois doloires de gueules, les deux du chef adossées (de Renty) ; sur le tout écartelé, aux 1 et 4, d'or au lion de sable (de Flandre) ; aux 2 et 3, losangé d'or et de gueules (de Craon) . Ces armes peuvent être surbrisées pour les branches cadettes. |
|        | Croÿ-Sempy, seigneurs de Sempy Écartelé: aux 1 et 4, de Croÿ ; aux 2 et 3, de Renty ; sur le tout écartelé, aux 1 et 4, de Flandre ; aux 2 et 3, de Craon, les armes brisées d'une bordure de gueules chargée de douze besants d'argent. |
|        | Croÿ-Le Rœulx : Écartelé: aux 1 et 4, de Croÿ ; aux 2 et 3, de Renty ; sur le tout écartelé, aux 1 et 4, de Lorraine ; au 2, de Valois-Alençon ; au 3, d'Harcourt. |
|        | Croÿ-Renty, portées notamment par Guillaume III de Croÿ (1er décembre 1527 † 1er août 1565), 2e marquis de Renty, vicomte de Bourbourg, seigneur de Chievres, de Meulant, chevalier de la Toison d'or (1559, brevet no 237), fils de Philippe II de Croÿ (1496-1549), Prince de Chimay, duc d'Aerschot, Écartelé de Croÿ et de Renty ; sur le tout écartelé : aux a et d, de France ; aux b et c, d'Albret ; sur-le-tout-du-tout de Bretagne. |
|        | Croÿ-Arenberg : Écartelé : aux 1 et 4, d'argent à trois fasces de gueule (qui est Croÿ) ; aux 2 et 3, contre-écartelé : aux a et d, d'azur à trois fleurs de lis d'or (qui est France) ; aux b et c, de gueules (qui est d'Albret) ; sur le tout du contre-écartelé, d'hermines (qui est Bretagne) ; et sur le tout de l'écartelé, de gueules à trois roses d'or (qui est Arenberg). |
|        | Croÿ-Chièvres : Écartelé de Croÿ et de Renty ; sur-le-tout écartelé en I et IV de Luxembourg, en II de Lorraine, en III, de Bar. |
|        | Croÿ-Solre : Écartelé : au 1 et 4, contre-écartelé a) et d) d'argent, à trois fasces de gueules (de Croÿ), b) et c) d'argent, à trois haches de gueules, les deux du chef adossées et posées l'une en bande, l'autre en barre, celle de la pointe posée en bande (de Renty) ; au 2, contre-écartelé a) et d) d'azur, à trois fleurs-de-lis d'or (de France), b) et c) de gueules plain (d'Albret), sur le tout d'hermine (de Bretagne); au 3, contre-écartelé a) et d) d'or au lion de sable (Flandre), b) et c) losangé d'or et de gueules (Craon). Sur le tout de l'écu écartelé de Croÿ et de Renty. |
|        | Charles-Philippe de Croÿ (1549†1613), Marquis d'Havré, comte de Fontenoy, seigneur de Bièvre, d'Acre et d'Everbeck Écartelé de Croÿ et de Renty ; sur le tout de Guise. |

Les armoiries des Croÿ ont inspiré celles de nombreuses localités, en France et en Belgique : Biévène, Malderen (Brabant flamand, Belgique), Froidchapelle, Ghlin, Havré, Macon, Momignies, Saint-Vaast, Sivry, Sivry-Rance, Solre-Saint-Géry (Hainaut, Belgique), Senzeille (province de Namur, Belgique), Avesnelles, Bermerain, Étrœungt, Féron, Ferrière-la-Grande, Lez-Fontaine, Rousies, Solrinnes (Nord, France), Hervelinghen (Pas-de-Calais, France).

## Demeures
- Château du Roeulx (Belgique)
- Château de l'Hermitage (France)
- Château de Wailly jusqu'en 1919 (France)
- Château de Tilloy-lès-Conty (France)
- Château de Chimay (Belgique)
- Château d'Aerschot (Belgique)
- Hôtel de Rothembourg (à Paris 6e, 5 rue du Regard)
- Château de Solre-le-Château (France)
- Château d'Havré (Belgique)